# Three Cheers for Sweet Revenge
Three Cheers for Sweet Revenge is het tweede album van de Amerikaanse band My Chemical Romance. Het album kwam uit op 8 juni 2004. Het is het eerste album van de band onder een groot muzieklabel. Op het album is de drum nog gespeeld door Matt Pelissier, na de release van het album is de drummer vervangen door Bob Bryar. Het album is wereldwijd weer dan 2 miljoen keer verkocht. 
Het album heeft drie zeer succesvolle singles. Deze zijn genaamd I'm Not Okay (I Promise), Helena en The Ghost of You. Hiermee bereikte de band wereldwijd naamsbekendheid. 

## Verhaal
Zoals alle albums van My Chemical Romance vertellen de nummer op het album een verhaal. Op dit album gaat het verhaal over twee Bonnie en Clyde achtige personen die ook op het debuutalbum voorkwamen. Hierbij gaat het verhaald dat de duivel het leven van de vrouwelijke persoon heeft genomen. De mannelijke persoon kan haar alleen maar redden door het geven van 1000 zielen van kwaadaardige personen.

## Track list
1. Helena
2. Give 'Em Hell, Kid
3. To the End
4. You Know What They Do to Guys Like Us in Prison
5. I'm Not Okay (I Promise)
6. The Ghost of You
7. The Jetset Life Is Gonna Kill You
8. Interlude
9. Thank you for the Venom
10. Hang 'Em High
11. It's Not A Fashion Statement, It's a Fucking Deathwish
12. Cemetery Drive
13. I Never Told You What I Do for a Living